# Helmut Gruner

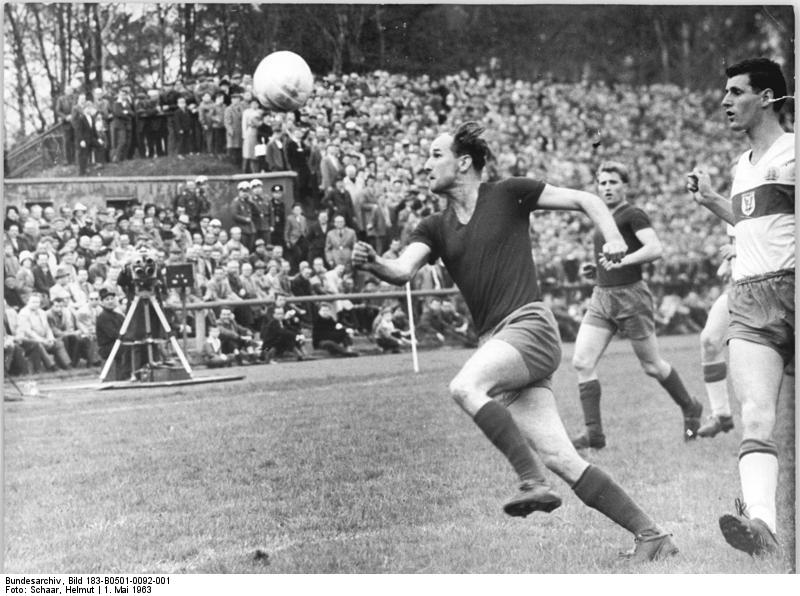
Gruner (links) im Pokalendspiel 1963

Helmut Gruner (* 24. November 1927) war Fußballspieler in der DDR-Oberliga. In der höchsten Spielklasse des ostdeutschen Fußballverbandes spielte er beim SC Aktivist Brieske-Senftenberg und für die Betriebssportgemeinschaft (BSG) Motor Zwickau. Mit Motor Zwickau gewann er 1963 den DDR-Fußballpokal.

## Sportliche Laufbahn
Gruner gehört zur ersten Nachkriegsgeneration der ostdeutschen Fußballspieler. Als seine spätere Sportgemeinschaft Motor Zwickau noch unter dem Namen SG Planitz 1948 erster ostdeutscher Fußballmeister wurde, war Gruner 21 Jahre alt. Er kam erst spät zum Erstligafußball. Die DDR-Oberliga ging in ihre sechste Spielzeit, als Gruner mit 26 Jahren 1954 in das Oberliga-Aufgebot der brandenburgischen BSG Aktivist Brieske-Senftenberg aufgenommen wurde. Im Laufe der Saison wurde die Sektion Fußball der BSG in den neu gegründeten SC Aktivist Brieske-Senftenberg überführt. Die Briesker waren 1949 als BSG Franz Mehring Marga eine der Gründungsgemeinschaften der ostdeutschen Oberliga gewesen und bis 1963 erstklassig geblieben. Als Mittelfeldspieler bestritt Gruner in der Saison 1954/55 22 der 26 Oberligapunktspiele und erzielt fünf Tore. Unter 14 Mannschaften erreichte der SC Aktivist den 6. Platz.
Der fußballerische Weg von Gruner in den folgenden 18 Monaten ist unbekannt. Zu Beginn der Fußballsaison 1957, inzwischen dem Kalenderjahr angeglichen, taucht Gruner im Oberliga-Aufgebot der westsächsischen BSG Motor Zwickau auf. Auch die Zwickauer waren bisher ständig in der Oberliga vertreten, hatten aber nach ihrem Titelgewinn von 1950 zunehmend an Spielstärke verloren und 1956 nur noch den 11. Platz erreicht. Mit Gruner konnte sich die Mannschaft wieder stabilisieren und erreichte in dessen aktiver Zeit mit Platz vier 1960 ihr bestes Ergebnis in der Oberliga. Am 10. September 1961 bestritt Gruner sein einziges DDR-Auswahlspiel. Mit der B-Nationalmannschaft unterlag er in Miskolc der ungarischen B-Vertretung mit 0:2. 1962 gehörte er zur Auswahl des Bezirkes Karl-Marx-Stadt, die den Bezirkswanderpokal des DDR-Fußballverbandes gewann. Gruners größter Erfolg mit den Zwickauern war der Gewinn des DDR-Fußballpokals 1963. Im Endspiel am 1. Mai 1963 stand er als rechter Mittelfeldspieler in der Mannschaft der BSG Motor und besiegte mit ihr die BSG Chemie Zeitz mit 3:0. 1963/64 spielte Gruner, inzwischen 35 Jahre alt, seine letzte Oberliga-Saison. Nachdem er in der zurückliegenden Spielzeit noch 22 Punktspiele auf seiner Stammposition im rechten Mittelfeld absolviert hatte, kam er bis zum 10. Spieltag der Saison 1963/64 nur noch acht Mal zum Einsatz. Für Motor Zwickau bestritt Gruner insgesamt 1967 Oberligaspiele, in denen er 17 Tore schoss.
Nach dem Ende seiner Laufbahn als Fußballspieler betätigte sich Gruner von 1965 bis 1974 als Übungsleiter bei der BSG Motor Werdau. Er führte die Mannschaft 1969 und 1971 zur Meisterschaft in der drittklassigen Bezirksliga Karl-Marx-Stadt und stieg mit ihr 1971 in die zweitklassige DDR-Liga auf. Gleich im ersten DDR-Liga-Jahr wurde Motor Werdau unter Gruners Leitung Staffelsieger, scheiterte aber in den Aufstiegsspielen zur Oberliga. Mit einem fünften Platz in der DDR-Liga nach der Saison 1973/74 beendete Gruner 46-jährig seine Trainingstätigkeit in Werdau.